# TeleRadio-Moldova
TeleRadio-Moldova, afgekort TRM, is de publieke omroep van Moldavië.

## Geschiedenis
Vanaf 1928 waren er radiozenders actief in het huidige Moldavië. De meeste radiosignalen kwamen uit Boekarest, de hoofdstad van het toenmalige Koninkrijk Roemenië waarvan het land toen deel uitmaakte. Vanuit Tiraspol begon een Sovjet-radiozender in 1930 propaganda uit te zenden, wat door de meeste radio's kon ontvangen worden. Hierdoor besloot het Koninkrijk een radiostation in Chişinău te vestigen, dit gebeurde in 1937. Twee jaar later kon er pas begonnen worden met de eerste uitzendingen vanaf dit station. Al gauw bleek dat de zendmast die was gebouwd in Chişinău veel sterker ontvangst had dan de masten in Tiraspol en Boekarest. Het signaal kon zelfs rijken tot Leningrad.
Tijdens de Tweede Wereldoorlog werd Moldavië ingenomen door de Sovjet-Unie. Alle medewerkers van de omroep werden naar Huși in Roemenië gestuurd. Het gebouw van de omroep bleef niet gespaard, het werd zelfs opgeblazen.
Nadat Moldavië zich onafhankelijk had verklaard werd TeleRadio-Moldova de publiek omroep van Moldavië. In 1993 werd het lid van de Europese Radio-unie.

## Kanalen

### Radiozenders
- Radio Moldova
- Radio Moldova Internaţional
- Radio Moldova Muzical
- Radio Moldova Tineret

### Televisiezenders
- TV Moldova 1
- TV Moldova Internațional